# Назаров, Владимир Станиславович
Влади́мир Станисла́вович Наза́ров (род. 1982, Москва, СССР) — директор федерального государственного бюджетного учреждения «Научно-исследовательский финансовый институт» (НИФИ) (с 2013), подведомственного Министерству финансов Российской Федерации, член Коллегии Минфина России, член Экспертного совета при Правительстве Российской Федерации.

## Биография
Окончил Институт управления Финансовой академии при Правительстве Российской Федерации (2005; квалификация — менеджер) и аспирантуру Финансовой академии при Правительстве Российской Федерации (2007). 
Кандидат экономических наук, тема диссертации «Государственное регулирование межбюджетных отношений российской модели федерализма». Сфера научных интересов: межбюджетные отношения (в том числе, разработка методик распределения трансфертов региональным и местным бюджетам), разработка методик оценки эффективности региональных и местных органов власти, прямые налоги, экономика здравоохранения.
В 2004 году прошёл курсы магистра государственного управления в Университете Западного Онтарио (Канада) и стажировку в Министерстве финансов Канады.
В феврале 2009 года включён в «первую сотню» резерва управленческих кадров, находящихся под патронажем Президента Российской Федерации.
Принимал участие в качестве эксперта в работе рабочей группы по пенсионной реформе.

## Награды
- Орден Дружбы (2012) — за большой вклад в разработку социально-экономической стратегии России на период до 2020 года[2] (Стратегия 2020)
- Медаль с премией в размере пятнадцати тысяч рублей для студентов высших учебных заведений России Российской академии наук за работу «Анализ моделей финансового выравнивания уровня социально-экономического развития регионов России» (2003)[3]
- Медаль «За содействие» (Казначейство России), 2017

## Публикации
Владимир Назаров имеет более 80 публикаций. Личный индекс Хирша — 20.
1. Межбюджетные отношения и субнациональные финансы // Российская экономика в 2012 году. Тенденции и перспективы (Выпуск 34) / Соавт.: А. Алаев, А. Мамедов. — М.: Ин-т Гайдара, 2013. — С 79—102.
2. Будущее пенсионной системы: параметрические реформы или смена парадигмы? // Вопросы экономики. — 2012. — № 9. — С. 67—87.
3. Мир и дух проектного капитализма. — М.: Дело, 2014. — ISBN 978-5-7749-0997-1.
4. Анализ региональной антикризисной политики / Соавт.: И. В. Стародубровская, Н. В. Зубаревич, Е. А. Горина. — М.: Издательский дом «Дело» РАНХиГС, 2012. — 344 с. — (Экономическая политика: между кризисом и модернизацией).
5. Проблемы межбюджетных отношений в России. Серия «Научные труды» № 159 / Соавт.: А. А. Мамедов, А. Г. Силуанов, А. А. Алаев, А. А. Зарубин. — М.: Изд-во Ин-та Гайдара, 2012. — 188 с.
6. Межбюджетные отношения и субнациональные финансы // Российская экономика в 2011 году. Тенденции и перспективы (Выпуск 33) / Соавт.: А. Алаев, А. Мамедов.—  М.: Ин-т Гайдара, 2012. — С. 71-99.
7. Состояние и перспективы развития системы социальной защиты в России. Серия «Научные труды» № 156 / Соавт.: А. Золотарева, С. Мисихина, С. Шаталов. — М.: Ин-т Гайдара, 2011. — 268 с.
8. Налоги не знают справедливости. Критерием изменений налоговой системы должна быть не гуманность, а эффективность? // Невское время. — 2008. — 18 июня.
9. Организация механизма консолидированной субсидии / Соавт.: А. Б. Зарубин // Финансы. — 2011. — № 8. — С. 13—16.
10. Методологические подходы к оценке эффективности межбюджетных отношений в субъектах Российской Федерации / Соавт.: Силуанов А., Стародубровская И. // Экономическая политика. — 2011. — № 1. — С. 5—22.
11. Назаров В. С. Анализ реформирования системы здравоохранения в отдельных регионах Российской Федерации. — М.: Федеральный фонд ОМС, 2010. — 98 с.
12. Взаимодействие федерального центра и регионов при проведении антикризисной политики: международный опыт / Соавт.: Силуанов А. // Вопросы экономики. — 2009. — № 9. — С. 110—118.
13. Адаптация системы межбюджетных отношений и субнациональных финансов к колебаниям экономической конъюнктуры / Соавт.: А. Силуанов // Экономическая политика. 2009. — № 4.
14. Стратегия совершенствования пенсионной системы / Мировой финансовый кризис: Исторические параллели и пути выхода / Соавт.: С. Г. Синельников-Мурылев. — М.: Альпина Паблишерз, 2009.
15. Долгосрочная устойчивость бюджетной политики в России / Соавт.: П. Кадочников, С. Синельников-Мурылев // Российская экономика в 2007 году. Тенденции и перспективы. Выпуск 29. — М.: ИЭПП, 2008.
16. The Long-Term Sustainability of Russia’s Budgetary Policy / Сo-authors: P. Kadochnikov, S. Sinelnikov-Murylev // Russian economy in 2007 (Issue 29). — M.: IET, 2008.
17. Policy Issues in Federalism. International Perspectives. Unity in Diversity. Learning from each other. Vol. 5. Contributor of the paper «Are Federations Moving Towards More Rational Forms of Equalization? The cases of India and Russia». New Delhi: Forum of Federations, 2008.
18. Эволюция моделей федерализма — российский и зарубежный опыт// Экономическая политика. − 2007. — № 1. — C. 121—135.
19. Нужны ли региональные стабилизационные фонды // Банковское дело. — 2007. — № 2. — C. 40—45.
20. Методика оценки эффективности управления ресурсами в субъектах РФ // Учет и контроль. — 2007. — № 2.
21. Проблема распределения бюджетных полномочий между различными уровнями бюджетной системы страны // Региональная экономика: теория и практика. — 2005. — № 1. — C. 34—45.
22. Финансовое выравнивание уровня развития отдельных регионов // Региональная экономика: теория и практика. — 2003. — № 2. — C. 31—37.
23. Перспективы развития математического моделирования межбюджетных отношений в Российской Федерации // Экономический анализ. — 2003. — № 6. — C. 28—35.
24. Актуальные проблемы пенсионной реформы / Российская академия государственной службы при Президенте Российской Федерации. — М.: Дело, 2010. — (Экономическая политика: между кризисом и модернизацией). — ISBN 978-5-7749-0632-1.